# رسان البرق
رَسَّان البرق أو أنقليس البرق أو بِرِكْيل البحر أو رِبَاط أصفر (الاسم العلمي: Ophisurus serpens)، نوع من الرسان الموجودة في شرق المحيط الأطلسي وغرب البحر الأبيض المتوسط وغرب المحيط الهندي وغرب المحيط الهادئ والشمال الشرقي والغرب من الجزيرة الشمالية في نيوزيلندا. طوله بين 150 و250 سم.

## روابط خارجية
- قالب:SealifePhotos